# Xbox 360 HD DVD Player
O Xbox 360 HD DVD Player é um acessório do console Xbox 360 que permite a reprodução de filmes em discos HD DVD. A Microsoft colocou o drive à venda entre novembro de 2006 e fevereiro de 2008. Foi vendido inicialmente por US$ 199.
Bill Gates anunciou durante seu discurso na CES 2006 que um drive externo de HD DVD seria lançado para o Xbox 360 durante 2006. Na E3 2006, a Microsoft apresentou oficialmente o drive externo HD DVD. De acordo com o chefe de operações do Xbox do Japão, Yoshihiro Maruyama, a Microsoft não lançaria os jogos do Xbox 360 nos novos formatos de disco.
Em 23 de fevereiro de 2008, o Xbox 360 HD DVD Player foi descontinuado pela Microsoft. Esta decisão veio poucos dias após o anúncio da Toshiba de descontinuar todos os reprodutores de HD DVD e efetivamente encerrar a guerra de formatos entre Blu-ray e HD DVD. Dois dias depois, o preço do HD DVD Player foi reduzido para US$ 49,99. Peter Moore afirmou que, se o HD DVD perder a guerra de formatos, a Microsoft também poderá lançar um drive externo de Blu-ray. Posteriormente, isso foi negado pela empresa.
Versões especiais em preto do drive, junto com controles remotos de mídia em preto, foram dadas aos membros da equipe de desenvolvimento do Xbox 360 HD DVD. Ao contrário de outros acessórios pretos que foram criados junto com o console Elite preto, o drive HD DVD preto nunca foi disponibilizado ao público em geral.

## Tecnologia

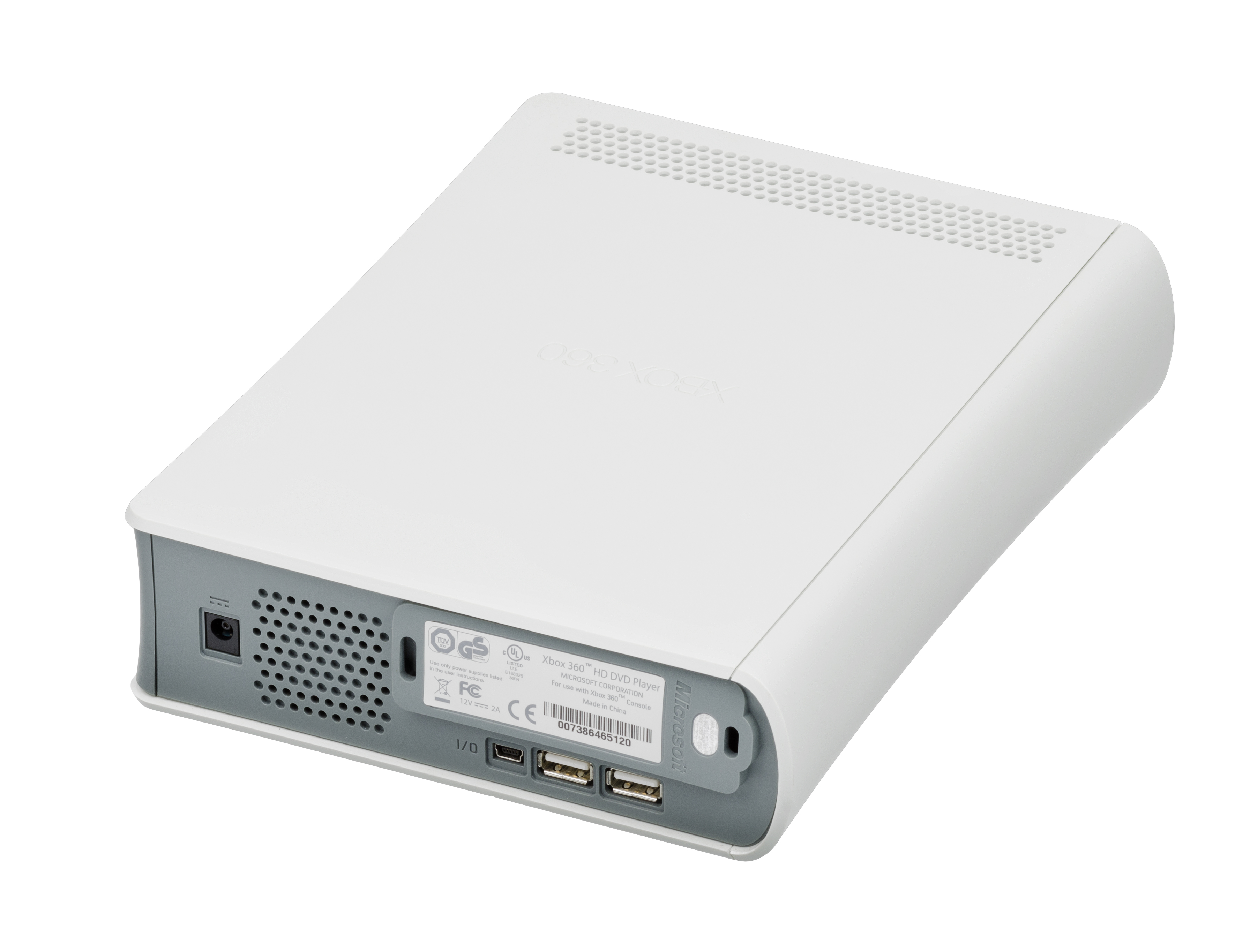
A parte traseira do drive de HD DVD, mostrando portas USB extras e um dock para o adaptador sem fio do Xbox 360.

O HD DVD player se conecta ao Xbox 360 usando uma conexão mini USB. Todo o processamento e saída de áudio e vídeo vêm do próprio Xbox 360. A unidade também pode funcionar como um hub USB, com 2 portas na parte traseira. Ele também inclui um clipe para conectar o adaptador de rede sem fio a ele, muito parecido com os consoles Xbox 360 da época. O dispositivo também possui uma unidade de memória integrada de 256 MB  que é usada para armazenamento de dados do HD DVD e pode ser acessada pelo usuário para salvar outros dados, como jogos salvos.
O drive reproduz DVDs padrão, além de títulos de HD DVD; no entanto, ele não lê discos de jogos do Xbox ou Xbox 360, CDs de áudio ou CDs de mídia mista. Todos os jogos do Xbox 360 continuam a usar mídia DVD-9. Nenhum Xbox 360 com drive de HD DVD integrado foi lançado.

### Compatibilidade com PCs
A unidade óptica Toshiba usada na unidade pode ler CDs e DVDs, além de HD DVDs, quando conectada a um host que suporte a leitura desses formatos (como um PC). Como a unidade se comunica por meio de um protocolo de armazenamento em massa genérico sobre USB, a unidade pode ser usada como uma unidade óptica padrão em computadores e sistemas operacionais que suportam unidades ópticas USB. O sistema operacional deve ter um driver UDF 2.5 para ler dados de HD DVDs. Além disso, um software reprodutor capaz de reproduzir títulos de HD DVD é necessário para a reprodução de vídeo. A unidade de memória interna de 256 MB no drive que é usada para armazenamento de recursos do HD DVD também pode ser acessada instalando manualmente os drivers de armazenamento em massa USB. Depois de instalado, ele pode ser formatado para uso como um dispositivo de armazenamento, embora não funcione mais em um Xbox 360, a menos que seja reformatado.
O Windows XP não tem um driver UDF 2.5 embutido, em vez disso requer a instalação de um de terceiros para acessar os dados em HD DVDs. As versões mais recentes do Windows e do Mac OS X 10.5 "Leopard" e posteriores têm drivers UDF 2.5 nativos. O Mac OS X v10.5 introduziu o suporte de driver UDF 2.5 para leitura de HD DVDs, mas o software reprodutor incluído só pode reproduzir HD DVDs de autoria do DVD Studio Pro.

### Na caixa
O pacote de varejo do HD DVD player contém o seguinte:
- Xbox 360 HD DVD Player
- Disco de configuração
- adaptador AC
- cabo USB
- Universal Media Remote (versão completa)
- Baterias
- Manual do usuário
- Título de HD DVD grátis (em certas áreas): King Kong (EUA/Canadá/Austrália), Batman Begins (México)